# Coopersburg
Coopersburg est un borough situé dans le comté de Lehigh en Pennsylvanie, aux États-Unis. D'après le recensement de 2000 ce borough a une population de 2 582 habitants.
Ce borough a une surface totale de 2,3 km2 (0.9 mi²), uniquement constituée de terres. 